# Kéttornyúlak
Kéttornyúlak község – egykor önálló falu, ma városhoz csatolt településrész – Veszprém vármegye északi részén. 1977. április 1. óta közigazgatásilag Pápához tartozik.

## Fekvése
Pápa központjától mintegy négy kilométerre délnyugatra helyezkedik el, a Horgas-ér mellett.

### Megközelítése
Központján a Jánosháza térségétől Pápa délnyugati széléig vezető 8403-as út húzódik végig; közúton a község a legegyszerűbben a 83-as főút pápai elkerülő szakaszáról ezen útra lekanyarodva érhető el.
Déli szomszédjával, Nóráppal és a 8402-as úttal a 84 109-es számú mellékút köti össze.
Vasútvonal nem érinti, a legközelebbi vasúti csatlakozási lehetőség a Győr–Celldömölk-vasútvonal és a Pápa–Csorna-vasútvonal (illetve a már megszűnt Környe–Pápa-vasútvonal) közös szakaszának Pápa vasútállomása, légvonalban 5, közúton mérve mintegy 7 kilométerre észak-északkeleti irányban.

## Története
Első okleveles említése 1317-ből származik Lak néven. 1455-ben Laak, a 16. század második feléig Sároslak, 1571-ben Kéttornyulak, 1618-ban pedig Két Tornyos Lak néven említik. A lak szó lakás, település értelmű, míg a jelző kéttornyú Árpád-kori templomára utal, melynek bár egyik tornya egy villámcsapás miatt összedőlt, a név nem változott. A 12. században épült román stílusú templom a falu és egyben Pápa legrégibb fennmaradt épülete.
A falu a Hathalmi család ősi birtoka, de a 17. század közepétől más családok, a Bottkák, Acsádiak és Somodiak is szereztek itt földet. 1488-ban a falu jobbágyai 18 forint adót fizettek. Állandó település volt, bár lakosságának száma ingadozott, a tizenöt éves háború idején teljesen elnéptelenedett. A megélhetés fő forrása a közepesen termékeny határban, kétnyomásos rendszerben végzett gabonatermesztés, illetve a városban a fuvarozás, napszám és kereskedelem volt. 1828-ban 13 iparos élt a faluban.
Lakói 1768-ban részben örökös, részben szabadmenetű jobbágyok voltak, 1785-ben viszont már 28 nemesi rangú lakost is összeírtak. A helység úrbéri viszonyai visszamaradtak, robotja még 1768-ban is meghatározatlan mértékű, a földesúr szükséglete szabta meg szerződésük nem volt. Kilencedet nem fizettek, a malom az úr tulajdonában volt. Emellett tizedfizetéssel tartoztak a győri püspöknek. Lakói többsége református vallású, 1779-ben római katolikus lakói Pápakovácsi leányegyházát képezték. 1773-ban saját iskolája volt, 1901-ben Kvassay földesúr építtetett iskolát a katolikus egyház részére.
Fényes Elek szerint birtokosai 1851-ben a Somogyi, Trsztyánszky, Vigyázó és Őry családok. A 19 század végén kvassói és brogyáni Kvassay István, Kvassay Jenőnek, a dualizmus kiemelkedő vízügyi mérnökének testvére, a konstantinápolyi Konzuli Főtörvényszék elnöke – két arab ország területi vitájának eldöntése után kapott 30 000 aranyból, megvásárolja a kéttornyúlaki 2000 kataszteri hold nagyságú birtokot. Ő később lányának, Rubido-Zichy Emilnének, Kvassay Vilmának adta nászajándékként. A 20. század elején még a határ több mint fele, 807 hold képezte a birtokot. Utolsó földesura Kvassay Gábor volt. A kastélyt a második világháború után államosították, majd a pápai Jókai Mór Művelődési Központ kultúrháza lett. Ma panzió működik benne
Van egy működő focicsapat is, akik a Veszprém Megyei 3.osztályban szerepelnek. A csapatot 1991-ben alapították.